# 航空館boon

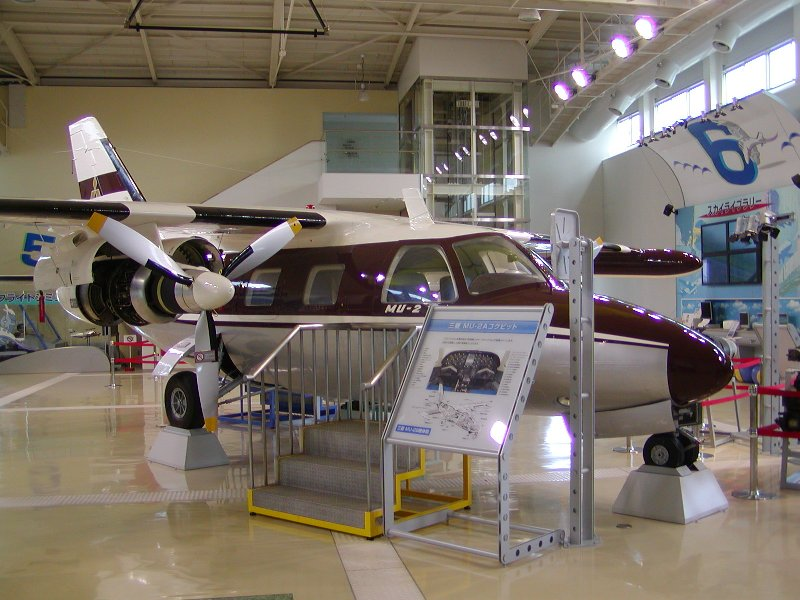
愛知県豊山町の航空館boonに展示されるMU-2A

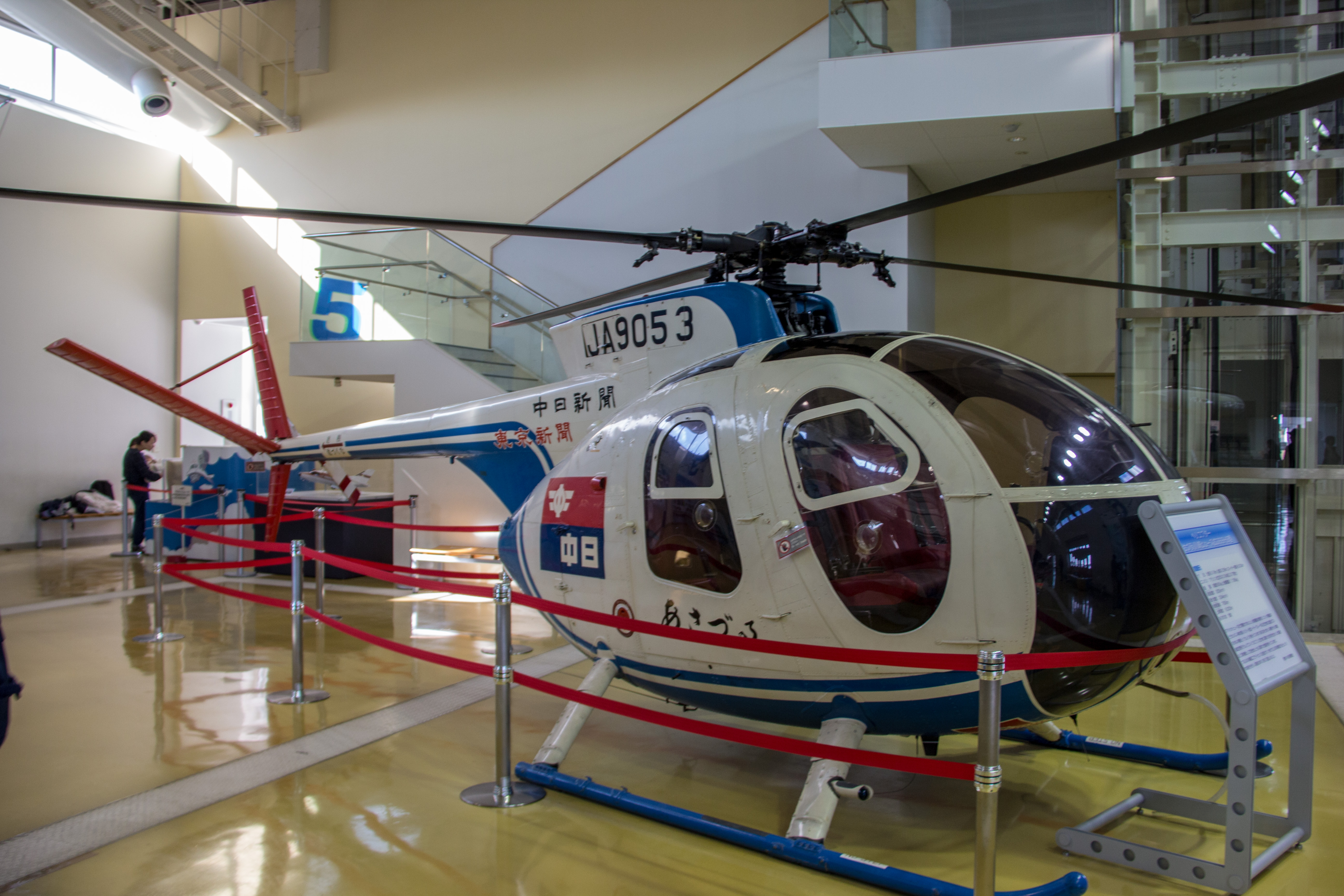
ヒューズ 369

航空館boon（こうくうかんブーン）とは、愛知県西春日井郡豊山町の神明公園内にある、豊山町立の航空機関係の資料館である。

## 概要
名古屋空港の県営化に伴い、空港内にあった「名古屋空港航空宇宙館」が2004年（平成16年）10月31日で閉鎖された。その館内に展示されていた様々な資料のうち、借用品で所有者に返還されたもの以外のものの移転先として、愛知県によって神明公園内に整備された。管理運営は、豊山町が行なっている。
実物の飛行機（三菱重工業MU-2A）やヘリコプター（元中日新聞社社機「あさづる」川崎ヒューズ式369HS型）、飛行機のエンジンなどが展示されている。また、実物の飛行機に使われている部品の一部（三菱F-2、シコルスキー / 三菱（ライセンス生産）UH-60J、H-IIAロケット等の部品に使用される素材のサンプルやボーイング777のドアパネル等）も展示されている。
県が名古屋飛行場内に整備する航空展示施設あいち航空ミュージアムでは、当施設を含む地域全体をフィールドミュージアムとして連携して活用する計画である。

## 歴史
- 2005年（平成17年）4月1日 - 開館。

## 施設
- 飛ぶ発見
- 空への挑戦
- 愛知県の航空宇宙産業
- フライトシミュレータ
- スカイライブラリー
- キッズスクエア
- 学習室
- 実機展示スペース - 三菱MU-2A3機と川崎ヒューズ式369HS型が展示。
- 展望デッキ

## 交通
路線バス
- とよやまタウンバス 「航空館boon」バス停下車。

自家用車
- 名古屋高速11号小牧線 - 小牧方面からは豊山北出入口・名古屋方面からは豊山南出入口を利用。